# Podotara
Podotara is een monotypisch geslacht van korstmossen behorend tot de familie Byssolomataceae. Het bevat alleen Podotara pilophoriformis.